# Достоверность
Достове́рность — термин, имеющий различные значения и применяемый в философии, теории судебных доказательств, гносеологии, логике, теории вероятностей, психологии, естествознании и других областях. Единого определения термина не существует, хотя собственное его определение пытались давать многие известные философы (Локк, Лейбниц, Фихте, Кант, Гегель и другие).
В логике и философии достоверность часто выступает в качестве синонима понятия «истина» и характеризует бесспорное, твёрдо обоснованное и доказательное знание. Вместе с тем понятия «достоверность» и «истинность» являются синонимами далеко не всегда: например, в теории судебных доказательств под истинностью понимается соответствие знаний реальному положению дел, а под достоверностью — только убеждённость в этой истинности.
В естествознании под достоверностью понимается некое суждение, эмпирически (то есть на практике) подтверждённое какими-либо специальными экспериментами или общественной практикой; иногда в качестве дополнительного признака указывается необходимость возможности повторить эксперимент в тех же условиях (так называемая ретикация), получив тот же результат. При этом достоверное суждение может быть как ассерторическим, описывающим реальное положение дел, и аподиктическим, которое утверждает необходимую связь явлений.
В теории вероятностей достоверность означает уверенность в правильности оценки вероятности наступления того или иного события, выражая степень знаний о факторах, которые могут содействовать или препятствовать его наступлению. В большинстве случаев достоверность в теории вероятностей имеет существенный элемент неопределённости, поскольку полной информации о подобных факторах практически никогда не бывает.